# Pierre Brunet
Pierre Émile Ernest Brunet, född 28 juni 1902 i Le Quesne i Somme, död 27 juli 1991 i Boyne City i Michigan i USA, var en fransk vinteridrottare som var aktiv inom konståkning under 1920- och 1930-talen. Han medverkade vid Chamonix 1924 i singel herrar och i par, han kom på tredje plats i par. I de två följande olympiska spelen Sankt Moritz 1928 och i Lake Placid 1932 vann han OS-guld i par. Hans medtävlande var Andrée Joly.